# Světový pohár v biatlonu 2014/2015 – Hochfilzen
2. podnik Světového poháru v biatlonu v sezóně 2014/15 probíhal od 12. do 14. prosince 2014 ve rakouském Hochfilzenu. Na programu podniku byly závody ve sprintech, stíhací závody a závody ženských i mužských štafet.
V Hochfilzenu se české reprezentantky dostaly po dvou letech na stupně vítězů ve štafetě. Během závodu překonaly dva kritické okamžiky: když Puskarčíkové zlomila jedna ze soupeřek hůlku a když Soukalová vstoje třikrát netrefila a byla v ohrožení, že by musela na trestné kolo. Češky však nakonec všechno zvládly a i Landová na třetím úseku udržela štafetu v boji o medaile. Po poslední střelbě jela Vítková dlouho na druhém místě před Běloruskou Domračevovou; ta ji však před cílem předjela. Zvítězily Němky. Závod se nepovedl ruským reprezentantkám, které jely stále v čele, až Glazyrinová na 4. úseku udělala na střelnici pět chyb a Rusky skončily nakonec osmé.
V individuálních závodech se českým reprezentantkám tolik nedařilo, i když Soukalová se po špatném vstupu do sezony zlepšovala a v stíhacím závodu se umístila na zatím nejlepším 18. místě. Ve stejném závodě navíc zažila nepříjemnost Vítková, když jí pořadatelé při třetí střelbě neodkryli terče. Po minutovém čekání se přesunula na vedlejší stanoviště, kde odstřílela bez chyb. Přestože jí pořadatelé podle pravidel ještě v průběhu závodu ztracený čas odečetli, skončila s celkem pěti nepřesnými ranami na 25. místě.
Závody v Hohfilzenu se potýkaly s nedostatkem sněhu – pořadatelé jej museli dovážet i z nejvyšší rakouské hory Großglockneru.

## Program závodů
Program podle oficiálních stránek.
| Datum        | Disciplína           | Začátek (SEČ) | Počet závodníků |
| ------------ | -------------------- | ------------- | --------------- |
| 12. prosince | Sprint (ženy)        | 11:30         | 102             |
| 12. prosince | Sprint (muži)        | 14:30         | 105             |
| 13. prosince | Štafety (ženy)       | 11:00         | 23 týmů         |
| 13. prosince | Štafety (muži)       | 14:30         | 23 týmů         |
| 14. prosince | Stíhací závod (ženy) | 11:30         | 57              |
| 14. prosince | Stíhací závod (muži) | 14:30         | 57              |

## Pořadí zemí
| Pořadí | Země      | 1. místo | 2. místo | 3. místo | Celkově |
| ------ | --------- | -------- | -------- | -------- | ------- |
| 1.     | Finsko    | 2        | 0        | 0        | 2       |
| 2.     | Německo   | 1        | 2        | 1        | 4       |
| 3.     | Rusko     | 1        | 1        | 1        | 3       |
| 3.     | Francie   | 1        | 1        | 1        | 3       |
| 5.     | Norsko    | 1        | 0        | 1        | 2       |
| 6.     | Itálie    | 0        | 1        | 0        | 1       |
| 6.     | Bělorusko | 0        | 1        | 0        | 1       |
| 8.     | Česko     | 0        | 0        | 1        | 1       |
| 8.     | Slovinsko | 0        | 0        | 1        | 1       |
|        | Celkem    | 6        | 6        | 6        | 18      |

## Umístění na stupních vítězů

### Muži
| Disciplína              | První místo                                                      | Výkon     | Druhé místo                                                                   | Výkon     | Třetí místo                                                                    | Výkon     |
| Sprint (10 km)          | Johannes Thingnes Bø                                             | 24:34,9   | Simon Schempp                                                                 | 24:49,2   | Andreas Birnbacher                                                             | 24:25,8   |
| Štafeta (4×7,5 km)      | Rusko Maxim Cvetkov Timofej Lapšin Dmitrij Malyško Anton Šipulin | 1:16:14,8 | Francie Simon Fourcade Jean-Guillaume Béatrix Simon Desthieux Martin Fourcade | 1:16:35,0 | Norsko Johannes Thingnes Bø Emil Hegle Svendsen Lars Helge Birkeland Tarjei Bø | 1:16:42,7 |
| Stíhací závod (12,5 km) | Martin Fourcade                                                  | 32:53,7   | Simon Schempp                                                                 | 32:57,8   | Jakov Fak                                                                      | 33:04,6   |

### Ženy
| Disciplína            | První místo                                                                         | Výkon     | Druhé místo                                                                             | Výkon     | Třetí místo                                                              | Výkon     |
| Sprint (7,5 km)       | Kaisa Mäkäräinenová                                                                 | 20:55,6   | Karin Oberhoferová                                                                      | 21:00,1   | Tiril Eckhoffová                                                         | 21:25,5   |
| Štafeta (4×6 km)      | Německo Luise Kummerová Franziska Hildebrandová Vanessa Hinzová Franziska Preussová | 1:11:40,4 | Bělorusko Naděžda Skardinová Nastasia Dubarezavová Naděžda Pisarevová Darja Domračevová | 1:12:01,5 | Česko Eva Puskarčíková‎ Gabriela Soukalová‎ Jitka Landová Veronika Vítková‎ | 1:12:02,6 |
| Stíhací závod (10 km) | Kaisa Mäkäräinenová                                                                 | 30:44,8   | Jekatěrina Glazyrinová                                                                  | 31:19,2   | Anaïs Bescondová                                                         | 31:31,9   |